# Herb Imperium Rosyjskiego
Herb Imperium Rosyjskiego – herb Rosji w okresie cesarstwa wprowadzony przez Piotra Wielkiego w 1721 roku został z różnymi zmianami obowiązywał, aż do obalenia Romanowów w 1917 roku.

## Historia
Piotr jeszcze przed przyjęciem tytułu imperatora dokonywał zmian w rosyjskim herbie m.in. zastępując złotego dwugłowego orła czarnym i otaczając tarczę orderem św. Andrzeja. Po przyjęciu tytułu cesarza zamienił korony carskie na imperatorskie. W 1799 roku Paweł I, po tym jak został Wielkim Mistrzem Zakonu Maltańskiego, pod tarczą ze świętym Jerzym umieścił on biały krzyż maltański. W 1800 roku został również przygotowany projekt herbu wielkiego, jednak nie zdążył go wprowadzić przed śmiercią, po której jego syn Aleksander I przywrócił wygląd herbu bez symboli joannitów. Kolejnej reformy dokonał Mikołaj I. Wprowadził on dwie wersje: prostą i majestatyczną, wzbogaconą o sześć herbów umieszczonych na skrzydłach orła: po lewej stronie (heraldycznej) Polski, Krymu i Finlandii, a po prawej Kazania, Astrachania i Syberii. Aleksander II powierzył Bernhardowi von Koehne opracowanie nowych herbów, zgodnych z heraldyką zachodnią. Wynikiem jego pracy był zatwierdzony przez cesarza w 8 grudnia 1856 roku mały herb Rosji oraz wprowadzone 11 kwietnia 1857 wersje średnia i wielka. Koehne dokonał zmian dostosowując go do zasad heraldyki zachodniej, obracając postać św. Jerzego w prawą stronę heraldyczną, dodając złotą obwódkę czerwonej tarczy sercowej, zmieniając kolejność i liczbę herbów tytularnych ziem cesarskich na skrzydłach orła. Ostatniej zmiany dokonano za panowania Aleksandra III w 1882 roku przeprowadzając drobne poprawki, oraz w wersji wielkiej dokonując zmian w herbach ziem, umieszczając je po łuku, do tej pory były w linii prostej, łącząc tarcze herbowe ziem litewskich i białoruskich w jedną, oraz dodając herb Turkiestanu.

## Opis

### Herb mały z 1882
Orzeł czarny z orężem złotym i językami czerwonymi, na skrzydłach tarcze francuskie, na prawym Kazania, Polski, Krymu i Rusi, a na lewym Astrachania, Syberii, Gruzji i Finlandii, w szponach berło imperatorskie złote z dwugłowym orłem i takież jabłko, na piersiach tarcza francuska, czerwona z otokiem złotym, ze świętym Jerzym w zbroi srebrnej i płaszczu błękitnym, koniu srebrnym, wspiętym w uprzęży błękitnej, pasach złotych, siodle czerwonym, przyszywający włócznią złotą takiegoż smoka ze skrzydłami zielonymi, wokół tarczy łańcuch orderowy św. Andrzeja. Na głowach korony cesarskie. Powyżej korona cesarska większa, ze wstęgą św. Andrzeja na boki rozłożoną.

### Herb średni z 1883
W polu złotym orzeł czarny z orężem złotym i językami czerwonymi, w szponach berło imperatorskie złote z dwugłowym orłem i takież jabłko, na piersiach tarcza francuska, czerwona z otokiem złotym, ze świętym Jerzym w zbroi srebrnej i płaszczu błękitnym, koniu srebrnym, wspiętym w uprzęży błękitnej, pasach złotych, siodle czerwonym, przyszywający włócznią złotą takiegoż smoka ze skrzydłami zielonymi, na głowach korony cesarskie. Powyżej korona cesarska większa, ze wstęgą św. Andrzeja na boki rozłożoną. Na tarczy hełm świętego Aleksandra Newskiego, z labrami złoto-czarnymi, za i poniżej tarczy łańcuch orderu św. Aleksandra. Trzymacze: po stronie prawej archanioł Michał w zbroi srebrnej z krzyżem złotym na piersiach i płaszczu błękitnym, w prawicy miecz ognisty wzniesiony ku górze, po stronie lewej archanioł Gabriel w tunice białej, orarionie złotym i chlamidzie czerwonej, w lewicy krzyż. Całość okryta namiotem heraldycznym złotym, usianym czarnymi dwugłowymi orłami, podbitym gronostajem, związanym na rogach, z dewizą herbową na kopule, zwieńczonym koroną cesarską ze wstęgą św. Andrzeja na boki rozłożoną. Namiot otoczony po prawej gałęzią laurową z herbami ukoronowanymi Carstwa Kazańskiego, Królestwa Polskiego, Carstwa Taurydzkiego, Zjednoczonych Wielkich Księstw Nowogrodzkiego, Kijowskiego i Włodzimierskiego, po lewej gałęzią dębową z herbami ukoronowanymi Carstwa Astrachańskiego, Carstwa Syberyjskiego, Carstwa Gruzińskiego i Wielkiego Księstwa Finlandzkiego, poniżej herb rodowy Romanowów, z tyłu promienie wschodzącego słońca..

### Herb wielki z 1883
W polu złotym orzeł czarny z orężem złotym i językami czerwonymi, w szponach berło imperatorskie złote z dwugłowym orłem i takież jabłko, na piersiach tarcza francuska, czerwona z otokiem złotym, ze świętym Jerzym w zbroi srebrnej i płaszczu błękitnym, koniu srebrnym, wspiętym w uprzęży błękitnej, pasach złotych, siodle czerwonym, przyszywający włócznią złotą takiegoż smoka ze skrzydłami zielonymi, na głowach korony cesarskie. Powyżej korona cesarska większa, ze wstęgą św. Andrzeja na boki rozłożoną. Na tarczy hełm świętego Aleksandra Newskiego, z labrami złoto-czarnymi, za i poniżej tarczy łańcuch orderu św. Aleksandra. Trzymacze: po stronie prawej archanioł Michał w zbroi srebrnej z krzyżem złotym na piersiach i płaszczu błękitnym, w prawicy miecz ognisty wzniesiony ku górze, po stronie lewej archanioł Gabriel w tunice białej, orarionie złotym i chlamidzie czerwonej, w lewicy krzyż. Całość okryta namiotem heraldycznym złotym, usianym czarnymi dwugłowymi orłami, podbitym gronostajem, związanym na rogach, z dewizą herbową na kopule, zwieńczonym koroną cesarską ze wstęgą św. Andrzeja na boki rozłożoną i sztandarem cesarski, złoty z herbem imperium rosyjskiego. Namiot otoczony po prawej gałęzią laurową z herbami ukoronowanymi Carstwa Kazańskiego, Królestwa Polskiego, Carstwa Taurydzkiego, Zjednoczonych Wielkich Księstw Nowogrodzkiego, Kijowskiego i Włodzimierskiego, po lewej gałęzią dębową z herbami ukoronowanymi Carstwa Astrachańskiego, Carstwa Syberyjskiego, Carstwa Gruzińskiego i Wielkiego Księstwa Finlandzkiego, poniżej herb rodowy Romanowów, powyżej tarcze ziemskie po prawej księstwa wielkorosyjskiego, księstw białoruskiego i litewskiego, regionów północno-wschodnich, po lewej księstw południowo-zachodnich, regionów bałtyckich i Turkiestanu, z tyłu promienie wschodzącego słońca.

## Galeria

I Herb Carstwa Kazańskiego
II Herb Carstwa Astrachańskiego
III / 1 Herb Królestwa Polskiego
IV Herb Carstwa Syberyjskiego
V Herb Carstwa Taurydzkiego
VI Herb Carstwa Gruzińskiego
VII / 2 Herb Zjednoczonych Wielkich Księstw Nowogrodzkiego, Kijowskiego i Włodzimierskiego
VIII Herb Wielkiego Księstwa Finlandii
IX Herb Dynastii Romanowów
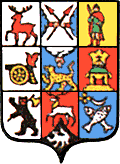
X / 4 Herby księstw wielkorosyjskich
XI / 5 Herby księstw południowo-zachodnich
XII / 3 Herby księstw białoruskich i litewskich
XIII / 6 Herby regionów bałtyckich
XIV Herby regionów północno-wschodnich
XV Herb Turkiestanu

## Herb Cesarstwa Rosyjskiego

Herb czasów Piotra I
Rosyjski herb, 1730
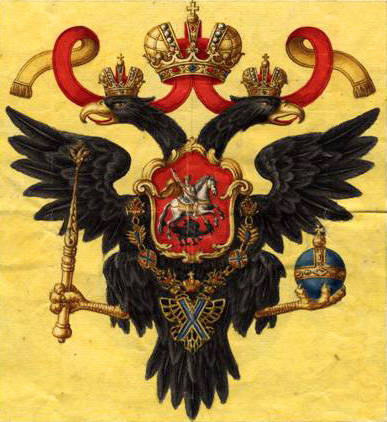
Herb czasów Elżbiety I (1742-1761)
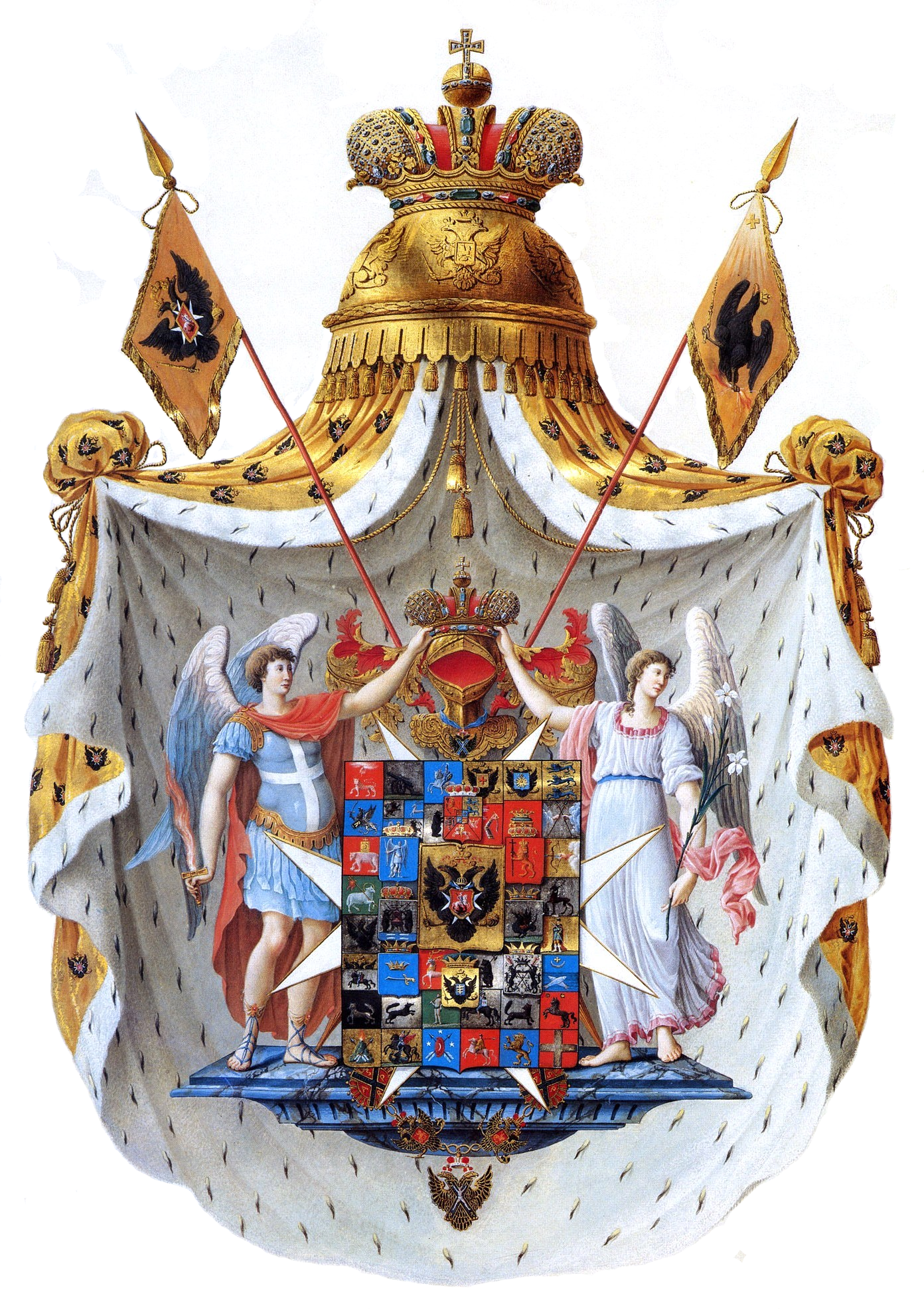
Wielki emblemat państwowy, 1800
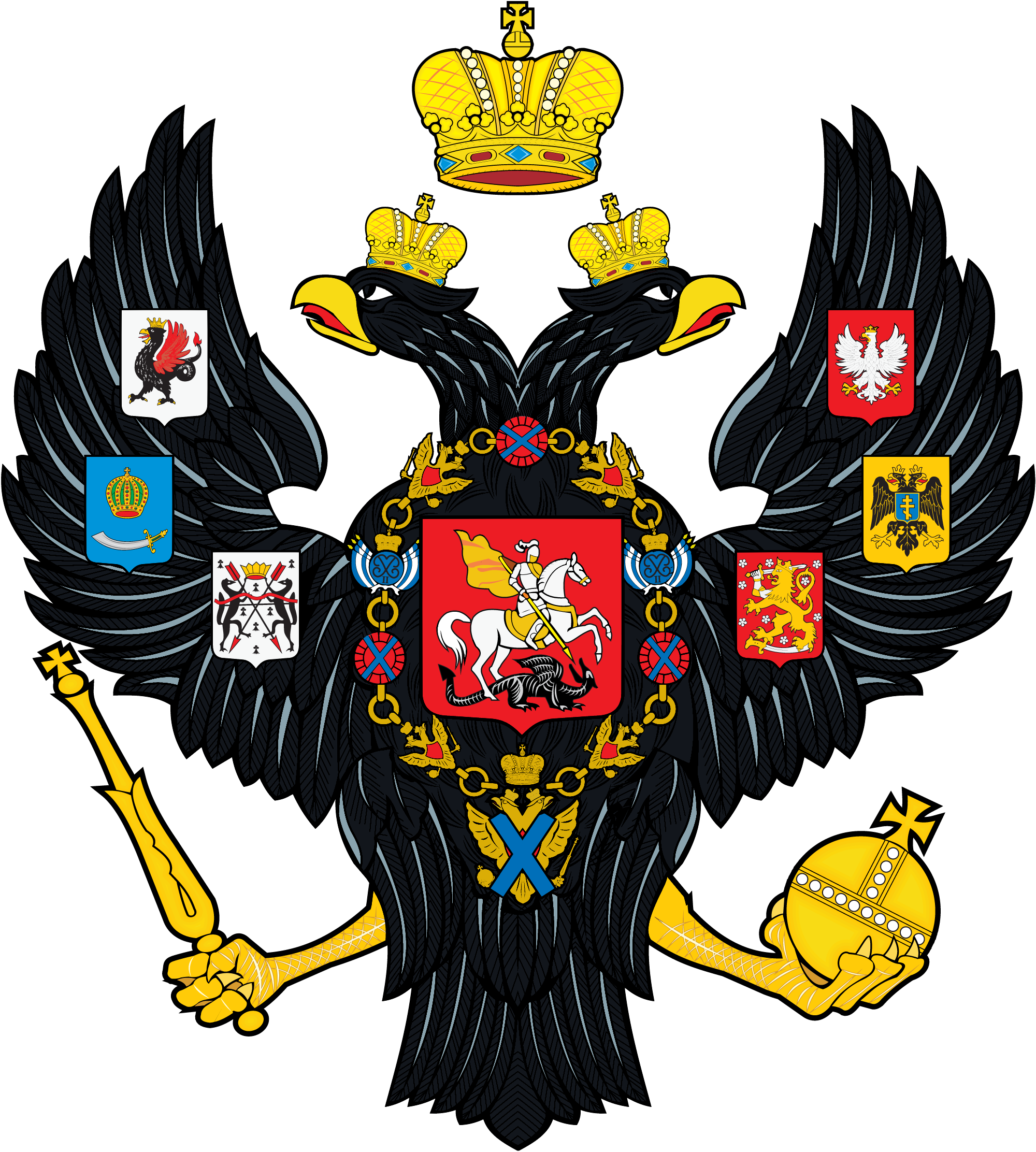
Godło państwowe wg Mikołaja I 1828
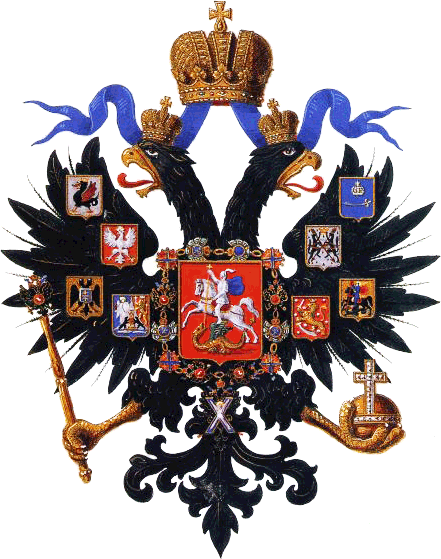
Mały państwowy herb Aleksandra II 1856
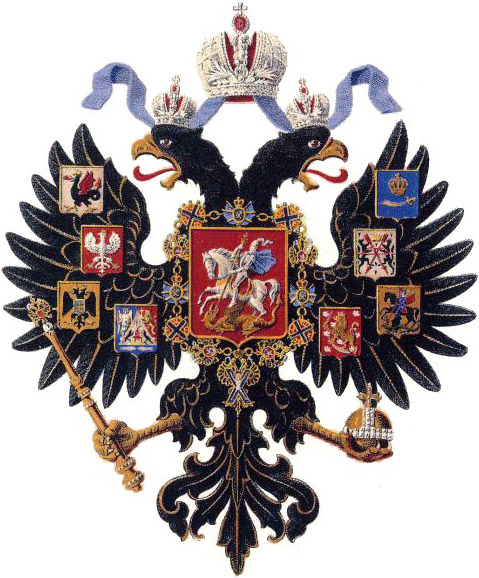
Mały herb państwowy pod rządami Aleksandra III 1883